# Benny Nielsen
Jørgen « Benny » Nielsen, né le 17 mars 1951 à Frederiksværk au Danemark, est un footballeur international danois, qui évoluait comme milieu de terrain. Il joue la majeure partie de sa carrière dans le championnat belge, où il remporte plusieurs trophées. Il est également sélectionné 28 fois en équipe nationale danoise, et inscrit 7 buts. Il prend sa retraite sportive en 1982.

## Carrière
Benny Nielsen joue en équipes de jeunes pour Brederöd IF, Frederikvaerk IF et enfin l'AB Copenhague, qui l'intègre à son équipe première en 1970. Il passe tout près d'un titre de champion du Danemark dès sa première saison, Copenhague terminant finalement deuxième du championnat 1970 pour une moins bonne différence de buts. Il est également appelé en équipe nationale le 11 novembre 1970, à 19 ans et 244 jours, pour un match face à l'Écosse. Il est un des plus jeunes joueurs à avoir porté le maillot national danois. La saison suivante, il est transféré au Cercle de Bruges, un club belge.
Il marque les esprits dès son premier match officiel en Belgique, en Coupe de Belgique face au SK Gullegem, durant lequel il inscrit trois buts. Il sera d'ailleurs le meilleur buteur du club lors de cette saison. Un an après son arrivée, il est rejoint au Cercle par son compatriote Morten Olsen. Après trois saisons au Cercle, il rejoint le RWDM. Pilier du milieu de terrain bruxellois, il remporte le titre de champion de Belgique 1975, le seul trophée décroché par le club. La saison suivante, le club transfère également Morten Olsen.
En 1977, il rejoint le puissant voisin du RWDM, le Sporting d'Anderlecht. Ce transfert est à nouveau couronné de succès, Benny Nielsen étant un des artisans de la victoire du club lors de la Coupe des coupes 1978. Il reste quatre saisons au club, avec lequel il remporte un nouveau titre de champion de Belgique en 1981. Pour la petite histoire, le club bruxellois avait recruté en début de saison... Morten Olsen. Toutes compétitions confondues, il joue 129 matches sous le maillot anderlechtois, inscrivant 45 buts.
Après avoir décroché ce nouveau trophée, Benny Nielsen part en France et rejoint Saint-Étienne, champion de France en titre, où joue toujours Michel Platini. Le club est éliminé dès le tour préliminaire de la Coupe des clubs champions, et termine vice-champion de France, un point derrière Monaco. En fin de saison, il décide de mettre un terme à sa carrière, alors qu'il n'a que 31 ans.

### Palmarès
- Vainqueur de la Coupe des vainqueurs de coupe en 1978 avec Anderlecht.
- Deux fois champion de Belgique en 1975 avec le RWDM et en 1981 avec Anderlecht.

Vice Champion de France 1982 ET Finaliste de la Coupe de France 1982 avec L'A.S. SAINT ETIENNE